# Cuarenta Arroyos
Cuarenta Arroyos („Vierzig Bäche“) ist eine Ortschaft im Departamento Cochabamba im südamerikanischen Andenstaat Bolivien.

## Lage im Nahraum
Cuarenta Arroyos ist eine Ortschaft im Municipio Villa Tunari in der Provinz Chapare. Der Ort liegt vier Kilometer oberhalb des Zusammenflusses von Río Espíritu Santo und Río San Mateo zum Río Chapare auf einer Höhe von 327 m am Fuß der östlichen Anden-Ketten zwischen den Großstädten Cochabamba und Santa Cruz, zwei Kilometer vor Villa Tunari, der zentralen Stadt des Municipio.

## Geographie
Cuarenta Arroyos liegt im bolivianischen Tiefland am Nordrand der Cordillera Oriental. Das Klima ist tropisch mit einem ausgeprägten Tageszeitenklima.
Die jährliche Durchschnittstemperatur im langjährigen Mittel liegt bei knapp 27 °C, die Monatstemperaturen liegen zwischen gut 23 °C im Juli und knapp 29 °C im Dezember und Januar (siehe Klimadiagramm Villa Tunari). Der Jahresniederschlag mit 2300 mm weist eine deutliche Regenzeit von Oktober bis April auf, mit Monatsniederschlägen zwischen 160 und 380 mm.

## Verkehrsnetz
Cuarenta Arroyos liegt in einer Entfernung von 159 Straßenkilometern nordöstlich von Cochabamba, der Hauptstadt des Departamentos.
Durch Cuarenta Arroyos führt die 1657 Kilometer lange Nationalstraße Ruta 4, die das Land von Westen nach Osten durchquert. Sie führt von Tambo Quemado an der chilenischen Grenze über Cochabamba und Sacaba nach Cuarenta Arroyos und Villa Tunari und weiter über Santa Cruz nach Puerto Suárez an der brasilianischen Grenze.

## Bevölkerung
Die Einwohnerzahl der Ortschaft ist im Jahrzehnt zwischen den beiden letzten Volkszählungen um mehr als zwei Drittel angestiegen:
| Jahr | Einwohner         | Quelle       |
| ---- | ----------------- | ------------ |
| 1992 | keine Detaildaten | Volkszählung |
| 2001 | 321               | Volkszählung |
| 2012 | 551               | Volkszählung |
| 2024 |                   | Volkszählung |

Die Region weist einen deutlichen Anteil an Quechua-Bevölkerung auf, im Municipio Villa Tunari sprechen 83,5 Prozent der Bevölkerung Quechua.